# 新岡崎駅
新岡崎駅（しんおかざきえき）は、静岡県袋井市岡崎に存在した静岡鉄道駿遠線の駅である。

## 概要
開業当時の静岡県小笠郡笠原村の中心に位置した停車場であった。
乗客の他に貨物が多く、遠州瓦と木毛（かんなくず）が移出され、貨物が到着した。

## 歴史
- 1914年（大正3年）1月12日 - 中遠鉄道として新袋井 - 新横須賀間の開業と同時に開設。
- 1943年（昭和18年）5月15日 - 戦時統合により、静岡鉄道中遠線の駅となる。
- 1948年（昭和23年）9月8日 - 地頭方 - 池新田間の開業により静岡鉄道駿遠線の駅となる。
- 1967年（昭和42年）8月28日 - 新袋井 - 新三俣間の廃止により、廃駅となる。

## 駅跡
現在、この付近は「笠原軽便通り 軽便電車道」という名の歩道として整備されており、駅跡には駅名標を模したモニュメントと「中遠鉄道 新岡崎駅跡」の石碑が建っている。

## 隣の駅
静岡鉄道駿遠線
新三輪駅 - 新岡崎駅 - 五十岡駅